# Mick Avory
Michael Charles „Mick“ Avory (* 15. února 1944) je anglický hudebník, známý především jako bubeník britské rockové kapely The Kinks. Jejím členem se stal krátce po jejich vzniku v roce 1964 a hrál s nimi až do roku 1984, kdy kapelu opustil kvůli tvůrčím neshodám s kytaristou Davem Daviesem.

## Životopis

### Před vstupem do kapely (1962-1963)
Předtím, než se stal členem The Kinks, hrál Avory dvakrát během května a začátkem června 1962 v hospodě Bricklayers Arms v Londýně pro skupinu hudebníků, kteří se později stali známí jako The Rolling Stones.

### The Kinks (1964-1984)
Avory se přidal k The Kinks v lednu 1964 poté, co od nich odešel předchozí bubeník Micky Willet. Avory byl najat poté, co jejich management zaznamenal Avoryho inzerát v Melody Makeru. Navzdory jeho schopnostem Avory na raných nahrávkách The Kinks (včetně hitů jako „You Really Got Me“) obvykle nebubnuje; producent Shel Talmy najímal více studiových bubeníků (například Clema Cattiniho a Bobbyho Grahama) až do roku 1965, ale Avory často hrál vedlejší perkuse.
Avory je často považován za nejnenápadnějšího a nejklidnějšího člena The Kinks a byl nejlepším přítelem Raye Daviese. Nicméně jeho divoký pracovní vztah s kytaristou Davem Daviesem měl za následek mnoho legendárních bitek na pódiu. Nakonec se Avoryho vztah s mladším z bratrů Daviesů zhoršil natolik, že Avory kapelu opustil. Podle dohody s Rayem Daviesem přestal Avory v roce 1984 s kapelou vystupovat a nahrávat, ale přijal nabídku na řízení Konk Studios, kde kapela a bratři Daviesové nahráli většinu svých alb. V The Kinks ho nahradil Bob Henrit.
Později se mohlo zdát, že Dave Davies a Avory své spory urovnali. Avory hrál na bicí ve skladbě „Rock 'N' Roll Cities“ z alba Think Visual, které napsal Dave Davies. Ray Davies ho požádal o návrat do kapely, ale Avory odmítl, protože chtěl mít klid od neustálých turné, práce a vystupování v minulých dvou dekádách.

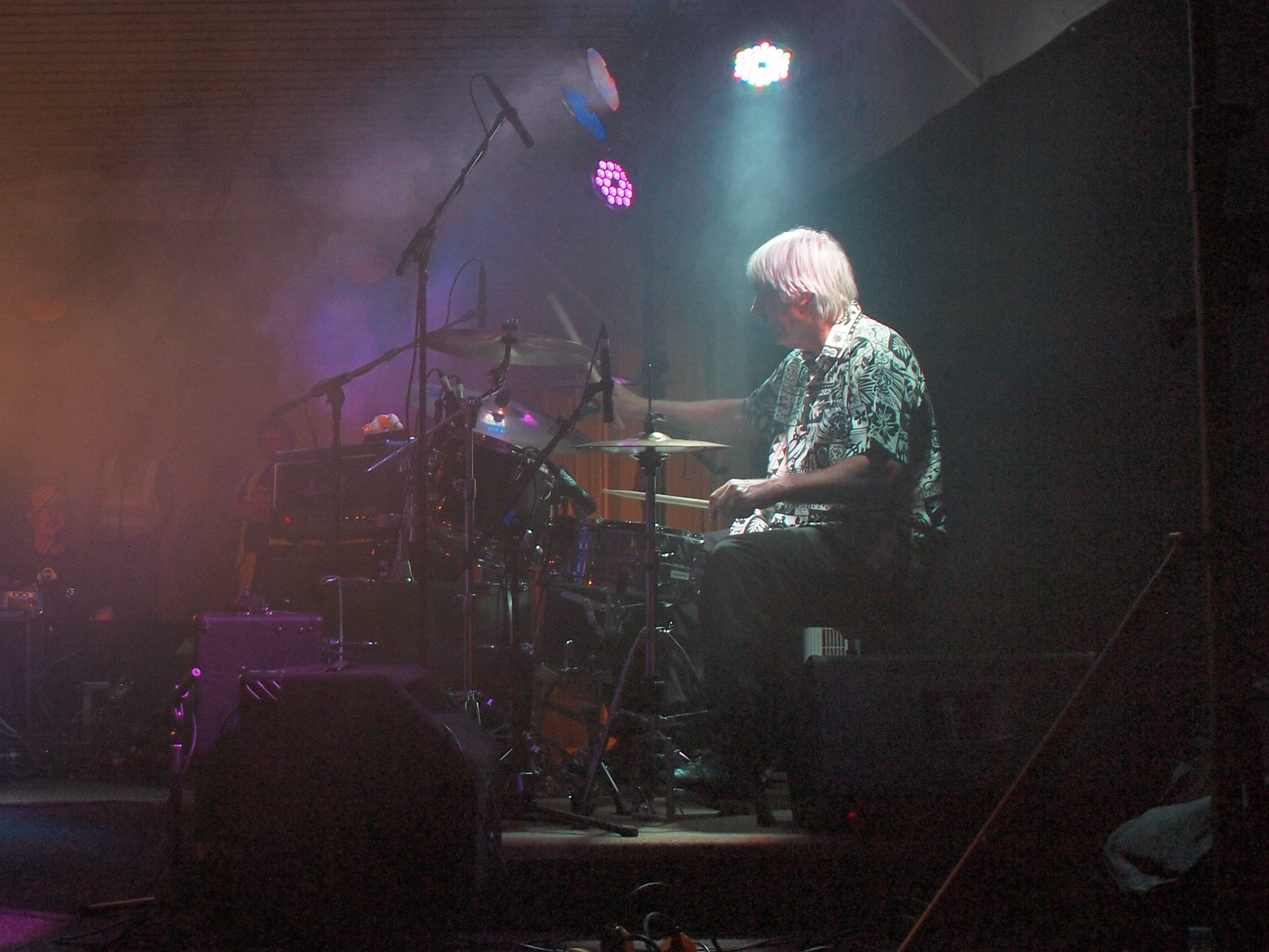
Mick Avory s The Swinging Blue Jeans v roce 2013

### Současná práce (1985-současnost)
Po rozpadu The Kinks v roce 1996 začal hrát s The Kast Off Kinks, spolu s Johnem Daltonem, Davem Clarkem a Johnem Goslingem. Od té doby s nimi stále vystupuje. V devadesátých letech také s Davem Clarkem, Noelem Reddingem a Davem Rowberrym založil kapelu Shut Up Frank. Hojně koncertovali a nahráli několik alb.
V roce 1990 byl uveden do Rock and Roll Hall of Fame a v roce 2005 do UK Music Hall of Fame.
V dubnu 2004 na žádost The Animals, kteří se chystali oslavovat své 40. výročí, byl Chip Hawkes (bývalý člen The Tremeloes) požádán, aby vytvořil kapelu, která by s nimi jela na turné. To udělal a vznikla tak superskupina The Class of 64, jejíž členy byli původní členové britských kapel šedesátých let, včetně Avoryho, Eric Haydock (The Hollies) a Hawkese.
V roce 2007 Avory opustil The Class of 64 a s dalšími původními členy založil novou kapelu The Legends of the Sixties. 10. května 2007 vystoupil jako host s Rayem Daviesem v Royal Albert Hall. Hrál na tamburínu. Dalším histem byl Ian Gibbons, bývalý dlouholetý klávesák The Kinks.
Avory v současné době hraje s The '60s All Stars' band, která obsahuje členy britských kapel šedesátých let: John Dee (The Foundations), Alan Lovell (The Swinging Blue Jeans) a Derek Mandell (The George Harrison Band). Často hrají v hospodě Cardinal Wolsey v Hampton Courtu.